# 久保田夏菜
久保田 夏菜（くぼた かな、1986年8月5日 - ）は、広島県広島市安佐北区可部出身のフリーアナウンサー、ラジオパーソナリティ。2009年から2013年3月までテレビ愛媛に、2013年4月から2016年3月まで中国放送に所属していた。その後は、フリーで活動中。IMCCD 国際地雷処理 地域復興支援の会 広島支部長。2019年1月23日、中国運輸局 中国地方 C to Sea ご当地アンバサダーに就任。2019年10月がん検診一斉受診月間 デーモンかかぁ（啓発ポスター、広島県「がん検診へ行こうよ」推進会議）。

## 人物
- 広島大学在学中に、広島ホームテレビのホームシスターズを務めていた。また、大学時代はダンスサークル「リズミック」に所属し活動。
- 広島大学を卒業後、2009年にテレビ愛媛にアナウンサーとして入社、高山景子から地上デジタル放送推進大使を引き継ぎ務める。
- 苦手なものは地図と眠気。
- 2010年7月25日、FNS26時間テレビ (2010年)でFNS27局対抗!三輪車12時間耐久レース“O-1グランプリ”』にテレビ愛媛代表として出場。
- 特技はアフリカンダンスで、FNS27時間テレビ (2011年)の「FNS歌へた自慢」でも披露した。
- 2013年3月末でテレビ愛媛を退社。
- 2013年4月に中国放送に契約社員として入社。
- 横山雄二主催チャリティーイベント「ヨコヤマナイト」に出演している。
- 2016年3月の契約満了に伴い中国放送を退社したが、一部の番組は4月以降もフリーアナウンサーとして引き続き担当している。
- 「金」「銀」と名付けた2匹の猫（茶トラ（オス）とサバトラ（メス））を飼っている愛猫家である。「金」は保護猫譲渡施設併設のセルフサービスのカフェ「みんなのもり」にいたところ久保田が里親になった。
- 趣味は魚釣りとツーリング[2]。
- 2019年4月、2級小型船舶操縦士免許取得。
- 2019年10月31日に、本人が運営するブログなどで2020年2月に出産予定であることを発表した[7]。産休に入るため、全てのレギュラー番組を11月までに降板した。
- 2020年2月3日、第一子となる男の子を出産
- 2020年9月、長らくロングヘアだったが中学生時代以来のショートカットヘアにした。
- 2022年10月5日放送の満点ママ出演をもって産休に入り、11月に第二子出産後、2023年1月27日から復帰。

## 現在の出演番組
テレビ
- ひろしま満点ママ!!（2016年4月3日 - 、テレビ新広島）
  - 金曜リサーチ 知っとった?→月曜リサーチ 知っとった?（2023年1月27日 - ）2023年4月から放送曜日変更
  - クボカナのenjoy!!田舎暮らし（火曜コーナー）（2021年11月9日 - ）棚田工務店
- 過去の担当歴
  - 2016年4月 - 2018年3月 月曜コーナー「グルメ美味しいでSHOW」を隔週で担当。
  - 2018年4月 - 2019年10月木曜コーナー「OKIRAKUツアーズ」を隔週で担当。
  - 2019年11月14日 - 2020年4月2日の間（当時は隔週木曜レギュラー）は産休のため出演せず。
  - 木曜コーナー「教えて!ティーチャー」（2020年4月16日 - 終了）
  - 金曜コーナー「みんなにエール がんばる広島人」（2020年 - ）
  - 金曜コーナー「やまとなでしこ旅日和」
  - 司会（2021年7月16日および2021年10月 - 2022年10月の間の火曜日。前者は膝の手術のため入院した西山穂乃加の代理、後者は休養中の古沢知子の代理）
  - 2022年10月12日 - 2023年1月20日の間は産休のためスタジオ出演なし。（「クボカナのenjoy!!田舎暮らし」は事前収録のものもあったため、この期間内でも放送あり）

CM
- サニクリーン中国「レンタルウォーターサーバー」（2020年）渡部裕之と出演
- 日産ルークスpresents実況試乗（2020年）ロケ地：鞆の浦
- 日産デイズpresents実況試乗（2020年）ロケ地：道の駅世羅
- 進学塾オールアップ 積立式コース（2021年）ナレーション
- フジ・イオンカード（2024年）

## 過去の出演番組
フリー時代
- ショコラジ feat.Hiroshima Wink（2014年4月6日 - 2019年9月22日、RCCラジオ）毎週日曜 12:00 - 14:55
2016年3月までは11:00 - 11:55、13:00 - 14:55。
『RCCカープデーゲーム中継』の放送時間により変動有。
尚、同番組のRCC本社スタジオ担当（5回裏終了時等）はフリー転身後も行っている）
- 街頭TV 出没!ひな壇団 → 千鳥の出没!ひな壇団（2015年10月24日 - 2019年11月9日、2020年4月18日 - 2022年3月19日[8]。 RCCテレビ） 毎週土曜ひる0時～
中国放送社員時代から引き続き担当。
- 久保田夏菜とカンボジア（2018年1月 - 12月、FMはつかいち76.1）毎月第3火曜20時から21時
アシスタント：楓子（シンガーソングライター）
- 田中学習会 できるMON!（ - 2018年3月26日、RCCテレビ）魔法使い(ナビゲーター)役
- カープ日本一祈願SP!「カープ女子鯉するドライブ!〜探せ広島の日本一〜」（2017年10月7日、RCCテレビ）
- イマなまっ 月曜コーナー「久保田夏菜のミルカナ」（2018年4月2日 - 2019年9月、RCCテレビ）
- 元就。外伝 〜未来を案じて立ち上がるの巻〜（2018年10月4日 - 2018年11月22日、RCCテレビ、全8回）町娘役 3分ミニ番組
- ひな壇団EX 〜広島のスゴい会社を数珠つなぎ〜（2019年5月19日、RCCテレビ）ミニ番組
- ご褒美マイスター（2021年、TSSテレビ新広島）妻 役
- さとやま千年プロジェクト 目指せ！ふるさと再生（2023年11月23日、RCCテレビ）

テレビ愛媛時代
- EBCスーパーニュース（水曜～金曜）2010年 - 2012年3月
- めざましテレビ（中継、不定期）- 2011年4月13日、6月29日
- めざましテレビ公認 わがまま!気まま!旅気分（不定期）- 2009年8月 他
- FNS27時間テレビ (2011年)「FNS歌へた自慢」テレビ愛媛代表
- ハピ・どき（土曜 11:30 - 11:45）
- 県政広報番組　愛顔のワゴン（月曜 19:54 - 20:00）
- ふるさと絶賛バラエティ いーよ!（2012年7月 - 2013年3月、土曜 12:00 - 13:00）
- ひらめき体感バラエティ バカもうけ!?の王様（テレビ愛媛：2012年11月23日、フジテレビ：2012年12月13日深夜）第14回 (2012年度)FNSソフト工場

他多数
中国放送時代（ラジオ）
- ココだけスポーツ＆ニュース (月〜金 17:47 - 19:00、月及び金MC)
- 「マツダミュージックドライブ」（毎週土曜日 12:00 - 12:30）
- RCC NEWS（シフト勤務）
- カープ女子 恋する応援団♪（2015年 毎週 火〜金 野球終了後〜21:50 生放送）

中国放送時代（テレビ）
- JNN NEWS・Nスタ他全国ニュース内包のローカルニュース
- ゴルフの花道 Part12 （※ナレーション、毎週日曜 6:15 - 6:45、再放送毎週土曜 4:45 - 5:15 / あいテレビ毎週日曜 24:50 - 25:20）
  - この番組は、かつて所属していたテレビ愛媛のある愛媛県のあいテレビへも番組販売でネットされており、放送局は違うが彼女の声を引き続き愛媛でも聞くことができた。
  - RCC退社後は田口麻衣（RCCアナウンサー）が担当。
- JAグループ広島 旬感!つじもとSO談所（2013年4月 - 2015年2月）
- 呉市広報番組 お宝ハンターくれきん団（2014年4月 - 2015年3月）
- 風をきって走りたい2 〜ハーレー女子伝説の聖地へ〜（2014年6月15日）

## 連載
- ショコラジ feat Wink（月刊Wink、 - 2019年11月号）

## アンバサダー
- 新日本製薬 パーフェクトワン（2017年）